# Paratropus walteri
Paratropus walteri är en skalbaggsart som beskrevs av Kanaar 1997. Paratropus walteri ingår i släktet Paratropus och familjen stumpbaggar. Inga underarter finns listade i Catalogue of Life.